# Lermoos
Lermoos è un comune austriaco di 1 114 abitanti nel distretto di Reutte, in Tirolo.